# Monaco ai Giochi della XXXII Olimpiade
Monaco ha partecipato ai Giochi della XXXII Olimpiade, che si sono svolti a Tokyo, Giappone, dal 23 luglio all'8 agosto 2021 (inizialmente previsti dal 24 luglio al 9 agosto 2020 ma posticipati per la pandemia di COVID-19.) con sei atleti, tre uomini e tre donne.

## Delegazione
| Sport            | Uomini | Donne | Totale |
| ---------------- | ------ | ----- | ------ |
| Atletica leggera | 0      | 1     | 1      |
| Canottaggio      | 1      | 0     | 1      |
| Judo             | 1      | 0     | 1      |
| Nuoto            | 1      | 1     | 2      |
| Tennistavolo     | 0      | 1     | 1      |
| Totale           | 3      | 3     | 6      |

## Risultati

### Atletica leggera
| Q | Qualificato al turno successivo per la posizione in qualificazione                                                           |
| q | Qualificato per il turno successivo per ripescaggio o, negli eventi su campo, conquistando la misura minima per qualificarsi |

Femminile
Eventi su pista e strada
| Atleta           | Evento      | Batteria  | Batteria  | Semifinale | Semifinale | Finale    | Finale    |
| Atleta           | Evento      | Risultato | Posizione | Risultato  | Posizione  | Risultato | Posizione |
| ---------------- | ----------- | --------- | --------- | ---------- | ---------- | --------- | --------- |
| Charlotte Afriat | 100 m piani |           |           |            |            |           |           |

### Canottaggio
Quentin Antognelli si è qualificato alle Olimpiadi tramite wild card.
| FA   | Qualificato in finale A (per le medaglie)     |
| FB   | Qualificato in finale B (non per le medaglie) |
| FC   | Qualificato in finale C (non per le medaglie) |
| FD   | Qualificato in finale D (non per le medaglie) |
| FE   | Qualificato in finale E (non per le medaglie) |
| FF   | Qualificato in finale F (non per le medaglie) |
| SA/B | Semifinali A/B                                |
| SC/D | Semifinali C/D                                |
| SE/F | Semifinali E/F                                |
| QF   | Qualificato ai quarti di finale               |
| R    | Ripescaggio                                   |

Maschile
| Atleta             | Evento  | Batteria | Batteria  | Ripescaggio | Ripescaggio | Quarti di finale | Quarti di finale | Semifinali | Semifinali | Finale  | Finale    |
| Atleta             | Evento  | Tempo    | Posizione | Tempo       | Posizione   | Tempo            | Posizione        | Tempo      | Posizione  | Tempo   | Posizione |
| ------------------ | ------- | -------- | --------- | ----------- | ----------- | ---------------- | ---------------- | ---------- | ---------- | ------- | --------- |
| Quentin Antognelli | Singolo | 7'10"52  | 4º R      | 7'34"14     | 1º QF       | 7'29"99          | 4º SC/D          | 7'06"03    | 2º FC      | 7'01"85 | 15º       |

### Judo
Cedric Bessi ha ricevuto un invito.
Maschile
| Atleta       | Evento | Preliminari          | 16-esimi             | Ottavi               | Quarti               | Semifinali           | Ripescaggio          | Med. bronzo          | Finale               | Posizione       |
| Atleta       | Evento | Avversario Risultato | Avversario Risultato | Avversario Risultato | Avversario Risultato | Avversario Risultato | Avversario Risultato | Avversario Risultato | Avversario Risultato | Posizione       |
| ------------ | ------ | -------------------- | -------------------- | -------------------- | -------------------- | -------------------- | -------------------- | -------------------- | -------------------- | --------------- |
| Cedric Bessi | −73 kg | Bye                  | Diallo V 10-0s1      | Tsogtbaatar P 0s1-11 | Non qualificato      | Non qualificato      | Non qualificato      | Non qualificato      | Non qualificato      | Non qualificato |

### Nuoto
Monaco beneficia di una wild card assegnato in nome dell'universalità dei Giochi.
Maschile
| Atleta       | Gara                | Semifinali | Semifinali | Finale          | Finale          |
| Atleta       | Gara                | Tempo      | Pos.       | Tempo           | Pos.            |
| ------------ | ------------------- | ---------- | ---------- | --------------- | --------------- |
| Theo Druenne | 1500 m stile libero | 16'17"20   | 28º        | Non qualificato | Non qualificato |

Femminile
| Atleta          | Gara       | Batterie | Batterie | Semifinali      | Semifinali      | Finale          | Finale          |
| Atleta          | Gara       | Tempo    | Pos.     | Tempo           | Pos.            | Tempo           | Pos.            |
| --------------- | ---------- | -------- | -------- | --------------- | --------------- | --------------- | --------------- |
| Claudia Verdino | 100 m rana | DSQ      | DSQ      | Non qualificata | Non qualificata | Non qualificata | Non qualificata |

### Tennistavolo
Xiaoxin Yang si è qualificata attraverso il torneo di qualificazione svoltosi a Doha in Qatar.
Femminile
| Atleta       | Evento  | Preliminari          | Round 1              | Round 2              | Round 3              | Ottavi               | Quarti               | Semifinali           | Finale               | Pos.            |
| Atleta       | Evento  | Avversario Punteggio | Avversario Punteggio | Avversario Punteggio | Avversario Punteggio | Avversario Punteggio | Avversario Punteggio | Avversario Punteggio | Avversario Punteggio | Pos.            |
| ------------ | ------- | -------------------- | -------------------- | -------------------- | -------------------- | -------------------- | -------------------- | -------------------- | -------------------- | --------------- |
| Xiaoxin Yang | Singolo | Bye                  | Bye                  | Trifonova V 4-1      | Sun P 0-4            | Non qualificata      | Non qualificata      | Non qualificata      | Non qualificata      | Non qualificata |